# Laura de Witte
Laura de Witte (Leek, 7 agosto 1995) è una velocista olandese.

## Biografia
Presentatasi agli europei di Amsterdam 2016 con buoni propositi, supera agevolmente le batterie dei 200 m con un nuovo primato personale di 23"23 ma si deve fermare ad un quinto posto in semifinale.
Nell'estate del 2016 partecipa alla staffetta 4×400 m dei Giochi olimpici di Rio de Janeiro 2016, assieme a Madiea Ghafoor, Nicky van Leuveren e alla sorella Lisanne de Witte. Nonostante l'eliminazione alle batterie, la squadra olandese è in grado di migliorare il primato nazionale a 3'26"98.
Agli europei a squadre di Lilla 2017 ottiene un settimo posto (3'31"79 con Anna Sjoukje Runia, Lisanne de Witte ed Eva Hovenkamp) nella staffetta 4×400 m. Nel frattempo i Paesi Bassi, capaci di ottenere solamente due ori, saranno retrocessi in First League al termine della competizione.

## Progressione

### 200 metri piani
| Stagione | Tempo | Luogo     | Data      | Rank. Mond. |
| -------- | ----- | --------- | --------- | ----------- |
| 2016     | 23"23 | Amsterdam | 6-7-2016  |             |
| 2015     | 24"42 | Mannheim  | 24-6-2016 |             |

### 400 metri piani
| Stagione | Tempo | Luogo    | Data      | Rank. Mond. |
| -------- | ----- | -------- | --------- | ----------- |
| 2017     | 52"28 | Hengelo  | 11-6-2017 |             |
| 2016     | 52"70 | Mannheim | 29-7-2016 |             |
| 2015     | 54"57 | Hengelo  | 24-5-2015 |             |

## Palmarès
| Anno | Manifestazione  | Sede           | Evento        | Risultato  | Prestazione | Note             |
| ---- | --------------- | -------------- | ------------- | ---------- | ----------- | ---------------- |
| 2016 | Europei         | Amsterdam      | 200 m piani   | Semifinale | 23"48       |                  |
| 2016 | Europei         | Amsterdam      | 4×400 m       | 7ª         | 3'29"23     |                  |
| 2016 | Giochi olimpici | Rio de Janeiro | 4×400 m       | Batteria   | 3'26"98     | Record nazionale |
| 2017 | Europei U23     | Bydgoszcz      | 400 m piani   | Bronzo     | 52"51       |                  |
| 2017 | Mondiali        | Londra         | 4×400 m       | Batteria   | dq          |                  |
| 2018 | Europei         | Berlino        | 400 m piani   | Batteria   | 52"57       |                  |
| 2019 | World Relays    | Yokohama       | 4×400 m       | 9ª         | 3'30"07     |                  |
| 2019 | Universiadi     | Napoli         | 400 m piani   | Semifinale | 54"45       |                  |
| 2021 | World Relays    | Chorzów        | 4×400 m mista | 8º         | 3'21"02     |                  |
| 2021 | Giochi olimpici | Tokyo          | 4×400 m       | 6ª         | 3'23"74     | Record nazionale |
| 2022 | Europei         | Monaco         | 4×400 m       | Oro        | 3'20"87     | [ 1 ]            |